# Thing-Fish
Pour les articles homonymes, voir Thing et Fish.
Albums de Frank Zappa
Them or Us
(1984) Francesco Zappa
(1984)
Thing-Fish est un album concept de Frank Zappa sorti en 1984.

## Histoire
L'album se veut être la bande originale d'une comédie musicale montée à Broadway. L'espace référentiel se mêle à l'espace scénique, puisqu'il n'y a pas de séparation entre la salle et la scène. En effet, Harry et Rhonda sont, à l'origine, deux spectateurs lambdas que Thing-Fish fera monter sur scène.
L'histoire sur laquelle repose tout l'album est la suivante. Evil Prince, critique de théâtre à mi-temps, fabrique une maladie, le Galoot Cologne, censée ne tuer que les noirs et les homosexuels. Bien que sa mixture soit déjà opérationnelle, il la fait tester dans la prison de San Quentin, qui avait été déjà utilisée pour les tests sur la syphilis. Le Galoot Cologne est mélangé à la purée servie. Finalement, cela ne tue personne mais rend ceux qui l'ont goûté moche. Leurs têtes se transforment en pomme de terre, leurs lèvres ressemblent à celles d'un canard, et leurs corps sont recouverts d'une tenue de bonne sœur.
Quelques rescapés de ce test vont se rassembler pour monter une comédie musicale.

## Titres

### Premier disque
1. Prologue - (2 min 56 s) - Thing-fish raconte l'expérience ratée de San Quentin et les effets du Galoot Cologne sur ses prisonniers, changés en créatures hideuses, tête en pomme de terre, lèvres de canard et habits de nonne.
2. Mammy Nuns - (3 min 31 s) - Thing-fish présente les Mammy Nuns, qui sont, comme lui, des prisonniers de San Quentin transformés par la mixture de l'Evil Prince. Incontinente, elles urinent sur les premiers rangs de la salle, qui, paniqués, fuient. Seuls restent un couple marié d'américain moyens, Harry et Rhonda.
3. Harry and Rhonda – (3 min 36 s) - Harry et Rhonda sont deux spectateurs de cette comédie musicale. Rhonda se plaint de voir sa fourrure maculée d'urine et supplie son mari Harry se quitter la salle. Ce dernier objecte à cause du prix exorbitants des places, tente de rassurer sa femme en lui expliquant que ce n'est peut-être pas de la vraie urine, mais de l'urine de théâtre. Harry est beaucoup plus conciliant et accepte facilement les propositions de Thing-fish alors que sa femme Rhonda reste davantage sur ses gardes.
4. Galoot Up-Date – (5 min 27 s) - Le Galoot Cologne étant incontrôlable depuis le test raté de la prison de San Quentin, la maladie se diffuse. Seules les Mammy Nuns deviennent indestructibles.
5. Torchum' Never Stops– (10 min 32 s) - L'Evil Prince est présenté dans son laboratoire, installé dans un donjon. Il trifouille dans des porcs pour manger leurs entrailles. Accompagné de ses zombies, il explique son plan. Tout ce qui est créatif doit disparaître, à savoir les homosexuels et les noirs (Fairies and faggots and queers are "CREATIVE", All the best music on Broadway is "NATIVE"). Sentant que Thing-fish ne lui veut pas que du bien, en tant que critique de théâtre à mi-temps, il fera paraître un papier, préparé pour une telle occasion, qui vise à anéantir les chances de succès de la comédie musicale.
6. That Evil Prince – (1 min 17 s) - Attachés, Harry et Rhonda restent spectateurs de cet Evil Prince qui avale des tripes de porc crûes. Rhonda est dégoûtée, mais Harry lui explique que c'est un critique de théâtre, qu'il n'a pas d'argent, par conséquent, il ne mange que les morceaux les moins chers du porc. Les Mammy Nuns leurs posent des électrodes pour vérifier leurs personnalités.
7. You Are What You Is – (4 min 31 s) - La chanson a déjà été éditée sur l'album éponyme You Are What You Is et traite des personnes qui veulent être quelqu'un d'autre (un Noir qui veut devenir un Caucasien, qui abandonne toute sa culture d'origine). Harry, électrodes sur la tête, accepte de suivre ce "traitement" pour voir qui il est vraiment.
8. Mudd Club – (3 min 17 s) - Harry et Rhonda sont détachés de leur chaise et se mettent à danser dans un décor de night-club. Quentin Robert de Nameland rentre dans le décor, à la recherche d'une vierge à la poitrine bien fournie. À la fin de la chanson, le décor se transforme et passe d'un night-club à la Chapelle Vidéo du culte économique de Quentin Robert de Nameland et tous les danseurs au look new-wave perdent leurs costumes et leur perruques pour se métamorphoser en d'honorables croyants.
9. Meek Shall Inherit Nothing – (3 min 14 s) - Façon ici de taper sur les religions, montrées comme décalée par rapport à la réalité (Some take THE BIBLE, For what it's worth, When it says that THE MEEK, Shall inherit THE EARTH, Well, I heard that some Sheik, Has bought New Jersey last week).
10. Clowns on Velvet – (1 min 51 s) - Le décor de la Chapelle Vidéo se transforme en une chambre d'hôtel, où Quentin Robert de Nameland se lance en plein ébats sexuels avec une poupée gonflable, pendant que son épouse pour la télévision Opal, prodigue un lavement à un groom, lui-même fils illégitime de Quentin Robert de Nameland. Dans ce morceau apparait Harry-as-a-boy, qui est une version de Harry avant qu'il n'épouse Rhonda et qu'il devient une grosse tête de merde sur-diplômée.
11. Harry-as-a-Boy – (2 min 34 s) - Harry et Rhonda font connaissance avec Harry-as-a-boy, qui se présente comme un garçon ayant fait quelques erreurs dans son passé, essayé toute sorte de drogue et fait en sorte de devenir homosexuel au plus vite pour accomplir son ascension dans l'échelle sociale. Il explique qu'il a perdu tout désir pour les femmes quand ces dernières se sont libérées pour obtenir des postes anciennement réservés aux hommes et s'habiller comme eux : that would be like fucking a slightly more voluptuous version of somebody's father!. Harry-as-a-boy se sait être l'outil d'un projet gouvernemental qui a pour but de limiter une explosion démographique.
12. He's So Gay – (2 min 44 s) - Après avoir attaqué la religion, ce morceau se moque des groupes de musiques des années 1980 qui revendiquaient leur homosexualité. Idée qui se confirmera dans les propos tenus par Harry-as-a-boy dans le morceau The White Boy Troubles : Even thought I'm gay for business purposes.
13. Massive Improve'lence – (5 min 07 s) - Il est l'heure de tomber amoureux. Rhonda se montre de plus en plus dominatrice face à un Harry de plus en plus soumis, qui développe une certaine attirance pour les Mammy Nuns. Pendant ce temps, Harry-as-a-boy insiste pour tomber amoureux, ce qu'il fera avec la poupée gonflable, déjà rencontrée dans la chambre d'hôtel avec Quentin.
14. Artificial Rhonda – (3 min 32 s) - Harry-as-a-boy raconte qu'il a une femme qui ne lui refuse rien, à qui il peut tout faire, qu'il nettoie tous les soirs, une poupée gonflable : Artificial Rhonda.

### Second disque
1. Crab-Grass Baby – (3 min 48 s) - Période de Noël, dans le jardin de Francesco l'Italien, un bébé vient de naître, issu de la relation entre Quentin et Artificial Rhonda, mais Harry-as-a-boy croit être le père et se confond en compliments face au langage, pour le moins très informatisé, de son fils, Crab-Grass Baby.
2. White Boy Troubles – (3 min 34 s) - Une chorale chante les difficultés de Harry-as-a-boy. Ce dernier apprend qu'il n'est pas le père biologique de son fils, alors qu'il dit vivre un parfait amour avec Artificial Rhonda. Face à la méfiance du Francesco l'Italien, Harry-as-a-boy, sur les conseils de Thing-fish, devient chauffeur livreur de haricots pour l'Utah, en compagnie de sa femme gonflable.
3. No Not Now – (5 min 49 s) - Pendant que Harry-as-a-boy conduit sa cargaison de haricot vers l'Utah, Artificial Rhonda est serveuse et continue à se faire draguer par Quentin, qui réussit à la faire monter sur un cheval à bascule.
4. Briefcase Boogie – (4 min 10 s) - Retour dans le jardin de Francesco l'Italien. Harry est habillé dans une tenue sado-maso, Rhonda en Père Noël. Sa veste cache de faux seins et fesses en plastique pour ressembler à Artificial Rhonda. N'ayant pas choisi sa nonne, Harry n'a d'yeux que pour la sœur Ob'dwella 'X, toujours en compagnie de Thing-fish. Pendant qu'il est en plein ébat avec Ob'dwella 'X, Rhonda enlève sa veste pour montrer ses parties en plastique, la faisant ressembler à Artificial Rhonda, dans l'espoir de réveiller des pulsions chez Harry. Mais rien n'y fait, Harry continue avec Ob'dwella 'X. Par conséquent, Rhonda se lance dans une séance de fétichisme avec un attaché-case et un stylo géants.
5. Brown Moses – (3 min 01 s) - Brown Moses fait son apparition tenant à la main le bébé.
6. Wistful Wit a Fist-Full – (4 min 00 s) - Thing-fish vérifie l'état de la sœur Ob-Dwella 'X, passée dans les mains de Harry. En même temps réapparait l'Evil Prince et ses zombies. Il se trouve en piteux état, digérant mal les tripes imprégnées de Galoot Cologne. Parlant comme Harry avec le phrasé de Thing-fish, l'Evil Prince feint de chanter à la Broadway.
7. Drop Dead – (7 min 56 s) - Rhonda voit la poitrine de son mari Harry salie par une substance dont elle ne veut pas savoir ce que c'est. L'Evil Prince se dirige vers eux et Thing-fish, en jouant des claquettes et prenant sa voix normale tout en ayant un accent Broadway. Discutant de la ville d'origine de Thing-fish, Saint-Louis, il évoque de très nombreux décès, ne touchant que des noirs. Pendant ce petit échange, la sœur Ob'dwella 'X ressent l'envie de coucher avec le bébé. Rhonda, après que Harry lui affirme avoir accompli une chose importante, explique que les femmes se sont toutes préparées à prendre le dessus sur les hommes. Elles sont modernes, le futur, un genre meilleur que le genre masculin, capables de se reproduire avec des attaché-cases.
8. Won Ton On – (4 min 19 s) - Le grand final, qui se termine par une orgie générale.

## Commentaires
- Le Galoot Cologne peut se référer au virus du SIDA. Frank Zappa a une thèse sur ce virus. Pour lui, ce n'est pas naturel, mais fabriqué par un laboratoire, parce qu'il ne s'attaquerait qu'à des franges spécifiques de la population[1].
- L'album se base partiellement l'étude de Tuskegee sur la syphilis, où pendant quarante ans, les chercheurs ont testé des traitements dangereux, allant même jusqu'à leur cacher l'existence de pénicilline et les laisser mourir pour voir l'évolution de la maladie.
- L'album se veut être la bande originale de la comédie musicale éponyme, qui n'a jamais été montée, faute de moyen (environ quatre millions de dollars).
- Frank Zappa a participé pour le journal Hustler à une mise en image de la comédie musicale[2]

## Un album de bricolage
Thing-Fish est bien évidemment un album original de Frank Zappa, mais beaucoup de la matière est issu de très nombreux supports.
La reprise de morceaux déjà existants. 
- The Torchum Never Stops réutilise le titre The Torture Never Stops, présent sur l'album Zoot Allures, album d'où est également tiré le titre Ms Pinky, qui sert de base à Artifical Rhonda.
- Il en est de même pour You Are What You Is, Mudd Club et Meek Shall Inherit Nothing, provenant de l'album You Are What You Is.
- No Not Now est présent sur l'album Ship Arriving Too Late to Save a Drowning Witch. Ce morceau est joué à l'envers pour le titre Won Ton On.
- Galoot Up-Date est à l'origine le titre The Blue Light, sur l'album Tinsel Town Rebellion.

Zappa y greffe à une nouvelle piste de batterie (jouée par Chad Wackerman) et des paroles qui servent l'histoire.
Certains morceaux sont exécutés au synclavier, facilitant l'enregistrement, comme Harry and Rhonda, That Evil Prince, Harry-As-A-Boy, He's So Gay, The Crab-Grass Baby, The White Boy Troubles, Drop Dead.
Thing-Fish n'échappe pas au collage, puisque le solo joué à la fin du titre The Mammy Nuns est issu d'un concert donné à Gênes, en Italie, le 5 juillet 1982.
Clowns On Velvet n'a jamais été édité auparavant sur album, mais a été joué pendant la tournée de Zappa en 1981. La base du morceau présent dans l'album a été enregistrée pendant un concert à New York, le 17 novembre 1981.

## Distribution
- Thing Fish : Ike Willis
- Harry : Terry Bozzio
- Rhonda : Dale Bozzio
- The Evil Prince : Napoleon Murphy Brock
- Mammified Evil Prince : Terry Bozzio et Ike Willis
- Harry-as-a-boy : Bob Harris (en)
- Brown Moses : Johnny "Guitar" Watson (qui n'apparait pas dans la version vinyle de l'album)
- Owl-Gonkwin-Jane Cowhoon : Ray White

## Musiciens
- Frank Zappa – synclavier, guitare
- Tommy Mars – synthétiseur, chant
- David Ocker – Synclavier
- Scott Thunes – chant, basse
- Johnny "Guitar" Watson – chant
- Ray White – chant, guitare
- Chuck Wild – piano
- Jay Anderson – violon
- Ed Mann – percussions
- Chad Wackerman – batterie, chant
- Ike Willis – chant, guitare
- Dale Bozzio – chant
- Arthur Barrow – basse
- Terry Bozzio – batterie, chant
- Napoleon Murphy Brock – chant
- Steve DeFuria – Synclavier
- Bob Harris (en) – synthétiseur, chant
- Steve Vai – guitare

## Production
- Production : Frank Zappa
- Ingénierie : Mark Pinske, Bob Stone
- Direction musicale et artistique : Frank Zappa
- Costumes : Robert Fletcher
- Photos : Ladi Von Jansky